# Tor (personagem)
Tor é um personagem fictício de quadrinhos estadunidense criado pelo escritor e desenhista Joe Kubert. Apareceu pela primeira vez na revista 1,000,000 Years Ago! de setembro de 1953, publicada pela St. John Publications. O personagem teve aventuras publicadas também por DC Comics, Eclipse Comics e outras editoras americanas. A Editora Brasil-América (Ebal) lançou no Brasil os quadrinhos da DC Comics com o personagem que foi o principal de nova série da revista "O Herói" (em formatinho), a partir de outubro de 1976, e que durou cinco números. A DC Comics tinha outro personagem com o mesmo nome, o mestre da magia Tor, cujos direitos adquirira da Quality Comics. Antes, Tor aparecera em 1954 pela editora Vida Doméstica  e em 1956, pela Editora Novo Mundo, onde teve histórias produzidas por artistas brasileiros inclusive roteiro de Gedeone Malagola.
Tor era um herói pré-histórico, "parecido com Tarzan", segundo Kubert, que também declarou que o primitivo personagem era seu preferido. Tor frequentemente caçava e lutava contra dinossauros, o que não é historicamente preciso pois os humanos surgiram eras depois da extinção daqueles grandes animais.

## História da publicação
Após seu lançamento no primeiro número da revista 1,000,000 Years Ago, Tor teve a primazia de ter sua aventura seguinte lançada em 3-D (uma das primeiras revistas a usar desse recurso), no segundo número da série  que, contudo, teve o título mudado para  3-D Comics. Já no terceiro número, voltando às tradicionais duas dimensões, o título foi alterado novamente e recebeu o nome do personagem, Tor, com publicação em maio de 1954. A revista continuaria até o número 5 (outubro de 1954), quando foi cancelada.
Em 1959, Joe Kubert em parceria com Carmine Infantino que fazia a arte-final dos desenhos, tentou sem sucesso lançar Tor como uma tira diária de jornal. Eles produziram 12 tiras diárias que depois apareceriam no fanzine americano Alter Ego número 10 (1969). Posteriormente foram expandidas para 16 páginas para ser a aventura de estréia da revista Tor #1, da DC Comics. Essa nova série duraria 6 revistas, publicadas entre 1974-1975.
Eclipse Comics republicou a revista 3-D Comics com Tor, tanto na versão 3-D como em não-3D, ambas em 1986. A revista Sojourn apresentou novas aventuras de Tor de autoria de Kubert, e, em 1993, o selo da Marvel Comics chamado Epic publicou uma minissérie em quatro partes chamada Tor[carece de fontes?] com novas histórias de Kubert, que adquiriu e mantinha os direitos sobre o personagem.
Alter Ego #77 (maio de 2008) teve um longo artigo sobre os quadrinhos publicados pela St. John, de autoria do historiador Ken Quattro. A capa reproduziu a da revista Tor #3 baseada na arte original e Roy Thomas entrevistou Joe Kubert sobre sua experiência naquela antiga editora.
Entre 2001 e 2003, a DC Comics publicou três volumes com capa dura que receberam o título de Tor. Em 2008 a mesma editora publicou minissérie em seis partes. Em 2009, a DC publicou umas coleção em capa dura chamada Tor: A Prehistoric Odyssey e em 2010, a mesma publicação em brochura.
Uma aventura de duas páginas foi desenhada por Lou Fine para uma companhia de brinquedos, Wham-O Giant Comics (1967), que trazia um personagem pré-histórico chamado Tor, mas sem relação com o herói criado por Kubert.

## Recepção
Em The Dinosaur Scrapbook, Donald F. Glut escreveu sobre Tor: "Graças ao trabalho e ao amor óbvio que entrou na série, o que pode ter se tornado uma tira de aventura padrão, com o homem lutando contra monstros nas configurações e situações usuais do mundo pré-histórico , foi elevado a arte."Glut, Don (1982). The Dinosaur Scrapbook. Lyle Stuart. p. 193. ISBN 978-0806508160.</ref>